# Face (film, 2004)
Cet article concerne le film de Sang-Gon Yoo. Pour le film de Antonia Bird, voir Face.
Pour les articles homonymes, voir Face.
Pour plus de détails, voir Fiche technique et Distribution.
Face (hangul : 페이스 ; RR : Peiseu) est un film fantastique sud-coréen écrit et réalisé par Yoo Sang-gon, sorti en 2004.

## Synopsis
Hyeon-min travaille pour la police comme spécialiste en reconstruction faciale. Sa fille est malade et s'occupe d'elle au mieux. C'est alors qu'un tueur, qui découpe les visages de ses victimes, sévit dans la ville.

## Fiche technique
- Titre : Face
- Titre original : 페이스 (Peiseu)
- Réalisation : Yoo Sang-gon
- Scénario : Yoo Sang-Gon, Kim Hee-jae et Park Cheol-hee
- Décors : Kim Na-young, Kim Hyo-jin et Yoo Gi-jeong
- Costumes : Kim Mun-yeong
- Photographie : Choi Ji-yeol
- Montage : Park Gok-ji, Seo Yong-deok et Jeong Jin-hui
- Musique : Lee Han-na
- Production : Han Yong
- Société de production : Taewon Entertainment
- Société de distributeur : Cinema Service
- Pays d'origine : Corée du Sud
- Langue originale : coréen
- Format : couleur - 1.85 : 1 - Dolby Digital - 35 mm
- Genre : Fantastique
- Durée : 91 minutes
- Dates de sortie :
  -  Corée du Sud : 11 juin 2004
  -  France : 26 avril 2006 (DVD)

## Distribution
- Song Yoon-ah : Jeong Seon-yeong
- Shin Hyeon-joon (VF : Patrick Pellegrin) : Lee Hyeon-min
- Kim Seung-wook : le détective Seo
- An Seok-hwan : Ph.D Yoon
- Jo Won-hui : Kim Han-soo
- Song Jae-ho : le chef Song
- Han Ye-rin : Jin-I, la fille de Hyeon-min
- Oh Jung-se : Min-ho